# Orestes Di Lullo
Orestes Di Lullo (1898-1983) fue un historiador, académico etnográfo y escritor argentino.
Nació en Santiago del Estero el 4 de julio de 1898. Egresado del Colegio Nacional de Santiago del Estero, estudió medicina en la Universidad de Buenos Aires y obtuvo su título en el año 1923.
Por su obra El Paaj (1930) fue galardonado con el  primer premio municipal de ciencias. Interesado por la temática social, publica La alimentación popular en Santiago del Estero (1935) y La San Asís (1939), como propuesta de política sanitaria para erradicar las enfermedades sociales. La misma preocupación denota su ensayo El bosque sin leyenda (1937), de  denuncia sobre la destrucción forestal y la explotación humana del obraje. La obra de Orestes Di Lullo puede puede leerse como la continuidad de las pesquisas etnográficas de Ricardo Rojas. 
Comisionado por la Universidad de Tucumán, investigó y editó El folklore de Santiago del Estero y el Cancionero popular de Santiago del Estero, obras monumentales que se complementan con su Contribución al estudio de las voces santiagueñas y los Antecedentes biográficos santiagueños. Orestes Di Lullo era entre los tres escritores quien se ajustaba más estrictamente a la figura del folclorista ya que sólo él priorizó la tarea de recolección de tradiciones populares, luego clasificadas y sistematizadas.  Pero lo histórico-literario alcanzó mayor plenitud en obras imperecederas: La agonía de los pueblos, en 1946, y Santiago del Estero, noble y leal ciudad, de 1947. De tendencias intelectuales nacionalistas fue cesado de sus cargos universitarios en el Instituto de Lingüística y Arqueología dependiente de la Universidad de Tucumán durante la dictadura de Pedro Eugenio Aramburu, exiliándose en España.
Fue miembro fundador de la Junta de Estudios Históricos de Santiago del Estero e Intendente Municipal entre 1944 y 1945.

## Legado
A Di Lullo se deben, asimismo, la fundación en 1941 del Museo Histórico que hoy lleva su nombre la Escuela Santiagueña de Artes Populares y en 1953 el Instituto de Lingüística y Arqueología dependiente de la Universidad de Tucumán, existente en esta ciudad. En el aniversario de su fallecimiento se conmemora el "Día de la Cultura". Mucha de su obra quedó inédita. Llevan su nombre una calle en el barrio Huaico Hondo de la ciudad de Santiago del Estero, así como la Biblioteca Central de la Universidad Católica.

## Libros
- La medicina popular en Santiago del Estero (1929)
- El paaj: Una nueva dermititis venenata (1930)
- La alimentación popular de Santiago del Estero (1935)
- El bosque sin leyenda. Ensayo económico social (1937)
- La San Asís. Ensayo de Organización de la Sanidad y Asistencia Social (1939)
- El cancionero popular de Santiago del Estero (1940)
- El folclore de Santiago del Estero. Fiestas, costumbres... (1943)
- El folclore de Santiago del Estero. Medicina y alimentación (1944)
- La agonía de los pueblos (1946)
- Contribución al estudio de las voces santiagueñas (1946)
- Santiago del Estero Noble y Leal Ciudad (1947)
- Hermanos. Comedia dramática en 3 actos (1947)
- Antecedentes biográficos santiagueños (1948)
- Reducciones y fortines (1949)
- El general Taboada. A través de su epistolario (1953)
- Cuatro siglos de historia (1953)
- Cinco capítulos de historia (1953)
- Viejos pueblos (1954)
- La estancia jesuítica de San Ignacio (1954)
- Noticias relativas a Santiago del Estero (1956)
- Caminos y derroteros históricos en Santiago del Estero (1959)
- El ceremonial en la historia de los actos oficiales de Santiago del Estero (1960)
- Figuras de Mayo en Santiago del Estero (1960)
- Templos y fiestas religioso-populares en Santiago del Estero (1960)
- Cuatro noticias biográficas (1961)
- Elementos para un estudio del habla popular de Santiago del Estero (1961)
- Un cuadro de la prehistoria santiagueña (1964)
- La vivienda popular de Santiago del Estero (1969)
- Juan Francisco Borges y Juan Felipe Ibarra en la emancipación de Santiago del Estero (1971)
- Preguntas para una nueva información sobre la fundación de El Barco o Santiago del Estero (1972)
- Castilla: Altura de España (1975)
- Ramón Gómez Cornet: un gran pintor santiagueño (1976)

#### Ediciones póstumas
- La razón del folklore (1983)
- Santiago del Nuevo Maestrazgo (1991)
- El folklore de Santiago del Estero (1994)